# Tueur de filles
Pour plus de détails, voir Fiche technique et Distribution.
Tueur de filles (Flareup) est un film américain réalisé par James Neilson, sorti en 1969.

## Fiche technique
- Titre : Tueur de filles
- Titre original : Flareup
- Réalisation : James Neilson
- Scénario : Mark Rodgers
- Producteur : Leon Fromkess et Erna Lazarus producteur associé
- Photographie : Andrew J. McIntyre
- Montage : Aaron Stell
- Direction artistique : Frank Paul Sylos
- Décorateur de plateau : Ralph Sylos
- Costume : Gwen Fitzer, Marjorie Plecher et Frank Tauss
- Musique : Les Baxter
- Société de production : GMF
- Sociétés de distribution : Metro-Goldwyn-Mayer
- Pays d'origine : États-Unis
- Langue : anglais
- Format : Couleur (Metrocolor) - 35 mm - Son : Mono
- Genre : Thriller
- Durée : 100 minutes
- Dates de sortie :
  - États-Unis : 10 novembre 1969 (New York)
  - France : 23 avril 1971[1]

## Distribution
- Raquel Welch (VF : Nelly Benedetti) : Michele
- James Stacy (VF : Dominique Paturel) : Joe Brodnek
- Luke Askew (VF : Jacques Thébault) : Alan Moris
- Don Chastain (VF : Robert Bazil) : le lieutenant Manion
- Ron Rifkin (VF : Maurice Sarfati) : Marin
- Jeane Byron (VF : Paule Emanuele) : Jerri Benton
- Pat Delaney : Iris
- Sandra Giles (VF : Julia Dancourt) : Nikki
- Kay Peters : Lee
- Joe Billings (VF : William Sabatier) : Lloyd Seibert
- Carol-Jean Thompson : Jackie
- Mary Wilcox : Tora
- Carl Byrd (VF : Georges Atlas) : le sergent Newcomb
- Steve Conte (VF : Serge Lhorca) : le lieutenant Franklin
- Tom Fadden (VF : Jean Berton) : M. Willows
- Michael Rougas : Dr Connors
- David Moses : un technicien
- Will J. White (VF : Georges Aubert) : le sergent Stafford
- Doug Rowe : un pompiste
- Gordon Jump (en) : un gardien
- Ike Williams : un policier